# Andriikî, Kozelșciîna
Andriikî (în ucraineană Андрійки) este un sat în comuna Prîharivka din raionul Kozelșciîna, regiunea Poltava, Ucraina.

## Demografie
Componența lingvistică a localității Andriikî
     Ucraineană (97,69%)
     Rusă (2,31%)
Conform recensământului din 2001, majoritatea populației localității Andriikî era vorbitoare de ucraineană (97,69%), existând în minoritate și vorbitori de rusă (2,31%).